# IC 342
IC 342 (také známá jako Caldwell 5) je spirální galaxie v souhvězdí Žirafy. Tato galaxie se nám promítá do roviny disku naší Galaxie, což ztěžuje její pozorování amatérským i profesionálním astronomům, i když není těžké najít ji například pomocí triedru.
Prach v rovině naší Galaxie ztěžuje určení její přesné polohy; současné odhady její vzdálenosti jsou mezi 10 Mly a 11 Mly.
IC 342 je jedna ze dvou nejjasnějších galaxií ve skupině galaxií IC 342/Maffei, což je jedna ze skupiny galaxií blízkých Místní skupině galaxií. Objevil ji William Frederick Denning 19. srpna 1892.
Edwin Hubble ji zprvu považoval za člena Místní skupiny galaxií, ale později bylo dokázáno, že leží mimo tuto skupinu.
Harlow Shapley v roce 1935 prohlásil, že je tato galaxie se svým zdánlivým průměrem (údajně větším než průměr Měsíce v úplňku )
třetí největší známou spirální galaxií podle průměru; větší jsou Galaxie v Andromedě (M31) a Galaxie v Trojúhelníku (M33). Ovšem podle nejnovějších odhadů je její průměr pouze polovina až dvě třetiny průměru úplňku.
Tato galaxie má v jádru oblast ionizovaného vodíku HII.